# I-VTEC
i-VTEC(アイブイテック、intelligent-Variable valve Timing and lift Electronic Control system：高知能可変バルブタイミング・リフト機構）は、本田技研工業が開発した新世代VTECの名称である。

## 概要
当初は、従来のVTECにカム回転角の連続位相可変機構（VTC、日立製）を組み合わせたものを指していたが、現在では既存のVTECに何らかの新機軸が盛り込まれたものをi-VTECと称している。そのため、名称は同じi-VTECでも、機構面ではさまざまなバリエーションが存在する。2012年現在、日本国内における同社のラインナップの中では、一部大排気量車を除いて、全てi-VTECエンジンが採用されている。
- 2000年10月26日に登場した初代ストリームのK20A型（直4 DOHC 2.0L）に初めて採用された。従来のバルブ休止仕様VTECの吸気側にVTCを組み込んでいるのが特徴で、それまで高回転高出力型エンジンのみであったDOHC VTECが標準型のエンジンにも採用された。2002年10月10日に発売されたアコードおよびアコードワゴンには、K24A型（直4 DOHC 2.4L）が搭載された。
- 2001年7月2日に発表された2代目インテグラ・タイプRに、高回転・高出力仕様のK20A型が搭載された。
- 2003年6月18日にはインスパイアにVCM（気筒休止システム）を採用したJ30A型（V6 SOHC 3.0L）が搭載された。この頃から、VTEC+VTCを指していたi-VTECという名称が、新世代VTECエンジンとしての一般呼称に変化して行った。
- 2003年11月27日にはストリームアブソルートに、ホンダとして初の直噴エンジンであるi-VTEC I のK20B型が搭載された。しかし、これ以降は長らく直噴エンジンは採用されず、後に直噴エンジンが復活したもののi-VTEC Iという表記はされていない。
- 2005年9月22日にはシビックハイブリッドのLDA型（直4 SOHC 1.3L）に3ステージi-VTECが採用され、低速走行時には全気筒休止によるモーターのみの走行が可能となった。
- 2005年9月28日には8代目シビックに、低負荷時に2個のうち1個の吸気バルブを遅閉じするミラーサイクルとなる、可変吸気量i-VTECを採用したR18A型（直4 SOHC 1.8L）が搭載された。
- 2007年10月18日には2代目フィットに、バルブ休止仕様VTECのL13A型（直4 SOHC 1.3L）およびSOHC i-VTEC仕様のL15A型（直4 SOHC 1.5L）が搭載された。バルブ休止およびSOHC VTECは既存の技術であるが、吸気量の検出方法を改めたことによりi-VTECを称している。
- 2013年6月20日に発表された2代目アコードハイブリッドにVTECとホンダ初採用となる電動VTCを組み合わせたアトキンソンサイクルi-VTECエンジンLFA型（直4 DOHC 2.0L）が搭載された。カムプロフィールは広角の燃費カムと狭角の出力カムからなる。
- 2017年8月31日に発表された2代目N-BOXに軽自動車用エンジンとしては初めてi-VTECを採用したS07Bが搭載された。

## 採用エンジン型式
- J型エンジン：V型6気筒 SOHC 24バルブ 3.0L, 3.5L
- K型エンジン：直列4気筒 DOHC 16バルブ 2.0L, 2.4L
- R型エンジン：直列4気筒 SOHC 16バルブ 1.8L, 2.0L
- L型エンジン：直列4気筒 SOHC 16バルブ 1.2L, 1.3L, 1.5L / DOHC 16バルブ 1.3L, 1.5L, 2.0L
- S型エンジン：直列3気筒 DOHC 12バルブ 0.6L